# Солнечные белки
Солнечные белки (Heliosciurus) — род древесных белок, обитающих в африканских лесах. Они получили своё название, потому что любят лежать на солнце на самых высоких ветвях деревьев.

## Особенности
Солнечные белки — виды белок среднего и крупного размера с длиной тела от 17 до 27 сантиметров и длиной хвоста от 15 до 30 сантиметров. Они крупнее  полосатых белок (Funisciurus) и мышиных белок (Myosciurus), но меньше чем африканские пальмовые белки (Epixerus) и масличные белки (Protoxerus). Это зверьки лёгкого телосложения с длинным тонким хвостом, который обычно немного длиннее тела. В зависимости от вида их окраска варьирует от серого до коричневого или черно-коричневого, у некоторых видов также от красноватого до красновато-коричневого. Окраска шерсти может быть со светлой рябью и без полос на спине, нижняя сторона беловатая, желтоватая или красновато-коричневая. Голова сравнительно небольшая, уши короткие и плотно прилегают к голове. Ноги относительно длинные. Хвост покрыт длинной шерстью и более или менее четко обрамлен светлыми и темными кольцами. У самок три пары сосков, у самцов нет os penis (баккулюма).
Зубная формула у большинства видов следующая: 1.0.1.31.0.1.3. Общее количество зубов 20. 
Все виды этого рода, кроме рувензорийской белки (Heliosciurus ruwenzorii), имеют в верхней челюсти c каждой стороны по одному резцу (Incisivus), после него следует разрыв в зубном ряде (диастема) . Далее идёт премоляр и три моляра. Зубы на нижней челюсти соответствуют зубам на верхней. У рувензорийской белки есть дополнительный третий, очень маленький премоляр в верхней челюсти.

## Образ жизни
Солнечные белки ведут древесный образ жизни и активны в сумерки. Иногда они спускаются на лесную подстилку, но быстро взбираются на дерево при  малейшей опасности. Они поднимаются от опасности в вершины деревьев. В качестве убежищ они используют дупла деревьев, где строят  гнёзда, в основном, из листьев. Хотя обычно они ведут  одиночный образ жизни, они не агрессивны по отношению к сородичам и толеранты к  близкому соседству с ними. Предупреждающие крики и свисты, издаваемые ими при опасности, говорят о налчии сетевой социальной коммуникации. Количество детенышей в помёте от одного до пяти.
Как и большинство древесных белок, солнечные белки питаются орехами, семенами и фруктами, а иногда и насекомыми и птичьими яйцами. Хищниками солнечных белок являются мелкие хищники, живущие на деревьях, такие как генеты и пальмовые циветы. Детёныши солнечных белок часто становятся жертвами крыс, змей и странствующих муравьев. Мать закрывает вход в свое логово ветками, но это обычно недостаточная защита. Когда приближается колонна странствующих муравьев, самка пытается унести своих детенышей в безопасное место во рту.

## Систематика
Солнечные белки образуют свой собственный род в составе подсемейства наземных белок (Xerinae) и относятся к нему вместе с несколькими другими родами трибы Protoxerini, все из которых обитают в  Африке к югу от Сахары. Род был впервые описан Эдуардом Луи Труэссаром в 1880 году, который выделил гамбианских белок как типовой вид. В свою очередь гамбианская белка была описана задолго до этого,  в 1835 году, Уильямом Огилби под названием Sciurus gambianus. Таким образом , Эдуард Луи Труэссар выделил её из рода Sciurus.
Исследования филогенеза солнечных белок с помощью молекулярно биологических данных показали, что они входят в состав трибы Protoxerini как сестринская группа по отношению к кладе, включающей масличных ( Protoxerus), африканских пальмовых (Epixerus ebli), а также полосатых (Funisciurus) и кустарниковых белок (Paraxerus). мышиные белки (Myosciurus pumilio) противопоставляется всему таксону как самый примитивный (базальный) вид.
В пределах рода выделяют шесть видов:
- Гамбианская белка (Heliosciurus gambianus)[1]  (Ogilby 1835), Западная, Центральная и Восточная Африка
- Мозамбикская белка (Heliosciurus mutabilis)[1] (Peters, 1852), Восточная Африка
- Малая солнечная белка (Heliosciurus punctatus)[1] (Temminck, 1853), Либерия, Кот-д’Ивуар, Гана
- Красноногая солнечная белка (Heliosciurus rufobrachium)[1] (Waterhouse, 1842), Западная, Центральная и Восточная Африка
- Рувензорийская белка (Heliosciurus ruwenzorii)[1] (Schwann, 1904), Горы Рувензори
- Танзанийская белка (Heliosciurus undulatus)[1] (True, 1892), Кения, Танзания

Малая солнечная белка часто считается подвидом гамбианской белки. Многие виды очень изменчивы. Гамбианские белки бывают как минимум семи подвидов, все из которых имеют совершенно разные цвета меха. Каковы рамки подвидов и  видов, часто оспаривается в данных случаях. Вместо того, чтобы называть ряд видов, Гржимек в своём "Мире животных" осторожно говорит о 52 различных «формах» этого рода.